# Marrus orthocanna
Marrus orthocanna är en nässeldjursart som först beskrevs av Paul Torben Lassenius Kramp 1942.  Marrus orthocanna ingår i släktet Marrus och familjen Agalmatidae. Inga underarter finns listade i Catalogue of Life.